# PW-5 Smyk

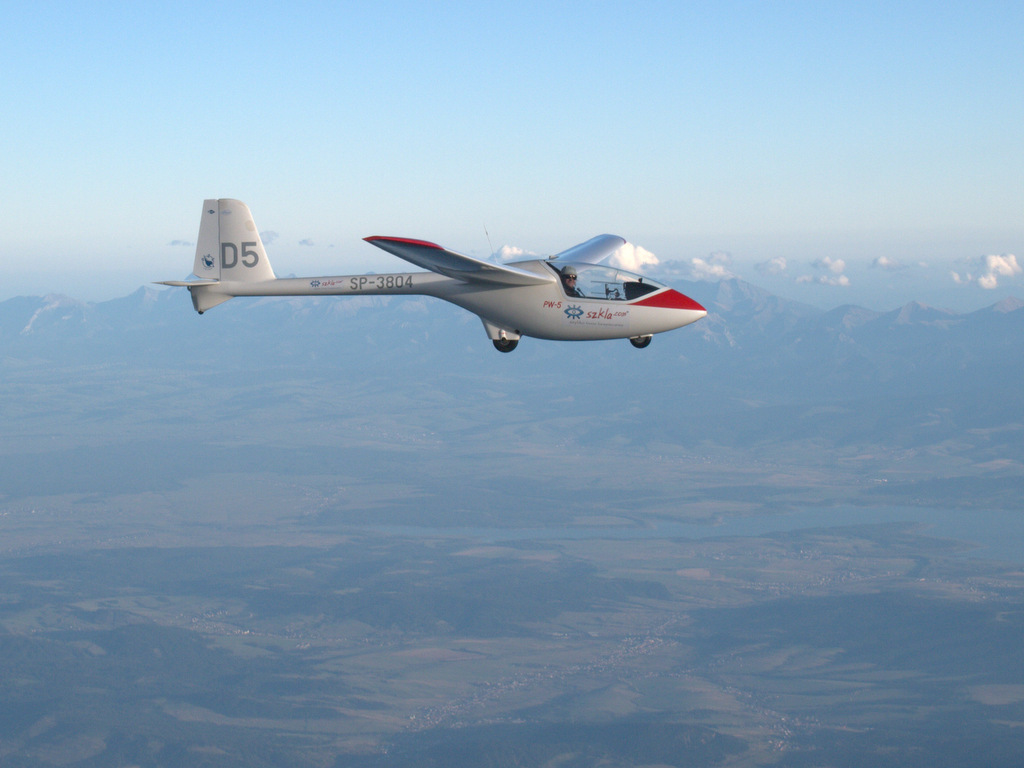
PW-5 podczas lotu falowego

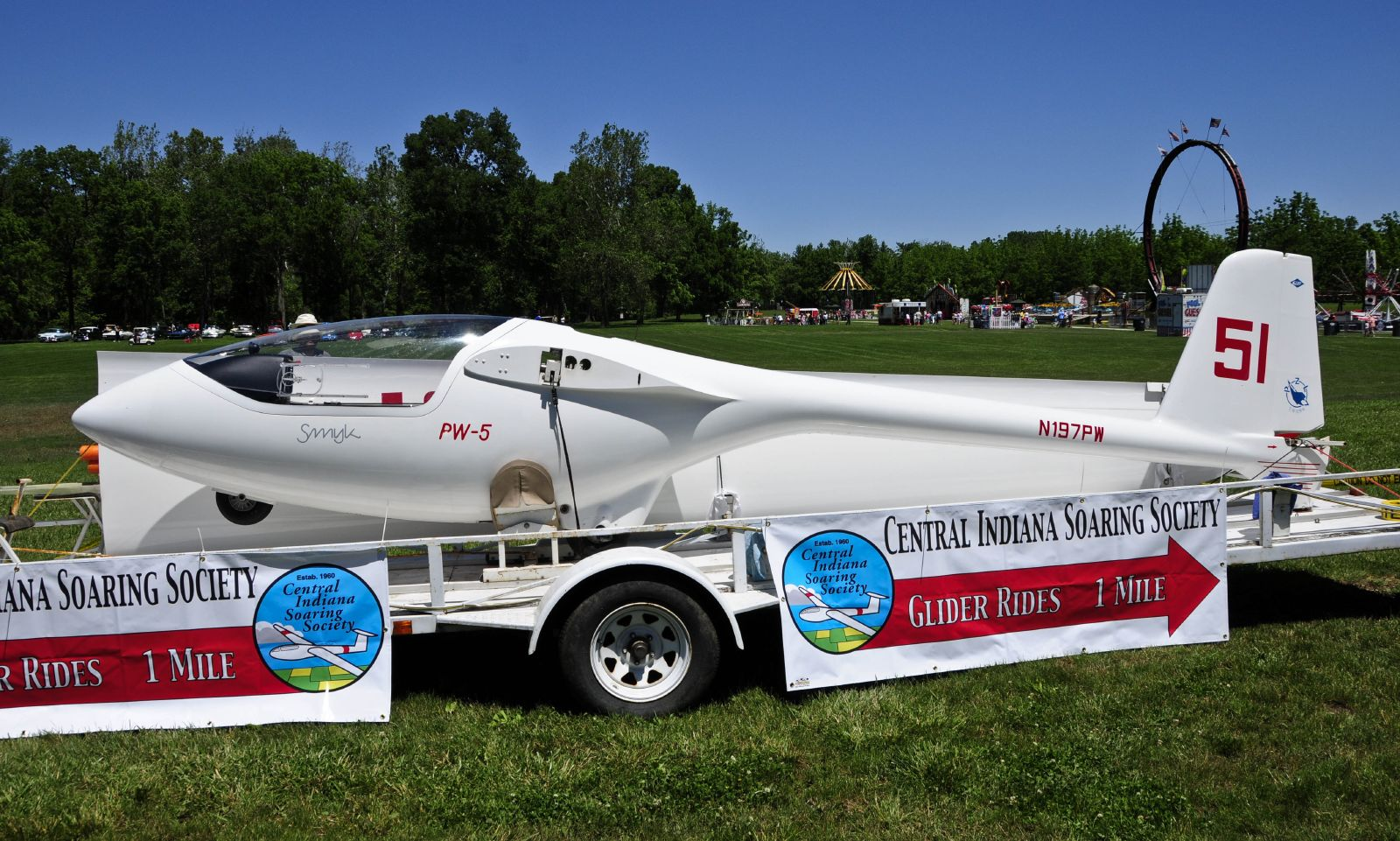
PW-5 z widocznym systemem mocowania skrzydeł

PW-5 Smyk – polski jednoosobowy szybowiec kompozytowy Klasy Światowej (ang. World Class) zaprojektowany na Politechnice Warszawskiej przez zespół pod kierownictwem doktora inżyniera Romana Świtkiewicza. Rozwinięciem Smyka jest dwuosobowy PW-6.

## Historia
PW-5 Smyk został zaprojektowany jako tani i prosty szybowiec, mający wziąć udział w konkursie na szybowiec Klasy Światowej, który został ogłoszony przez OSTIV. 7 października 1989 roku we Frankfurcie podpisano dwa dokumenty: „Wymagania techniczne na szybowiec klasy światowej” oraz „Regulamin wyboru i wytwarzania szybowca klasy światowej”. Ich treść zobowiązywała konstruktorów do spełnienia kilku podstawowych wymagań:
- doskonałość 30 lub większa,
- minimalne opadanie nie większe niż 0,75 m/s,
- prędkość przeciągnięcia poniżej 65 km/h,
- rozpiętość maksymalna 15 m.

PW-5 Smyk został zaprojektowany w ramach programu ULS na Wydziale Mechanicznym Energetyki i Lotnictwa Politechniki Warszawskiej w zespole pod kierownictwem doktora inżyniera Romana Świtkiewicza. W skład zespołu konstrukcyjnego weszli magistrowie inżynierowie Wojciech Frączek, Dariusz Gwadera, Przemysław Pleciński, Stanisław Suchodolski, Jerzy Tiereszko i Paweł Żak. Profil płata został opracowany przez zespół kierowany przez profesora Jerzego Ostrowskiego z Zakładu Aerodynamiki Wydziału Mechanicznego Energetyki i Lotnictwa Politechniki Warszawskiej. Charakteryzuje się bardzo małą wrażliwością na zanieczyszczenia.
Prace były finansowane przez Ministerstwo Edukacji Narodowej oraz Fundację na Rzecz Nauki Polskiej. Oblotu prototypu szybowca, o znakach rejestracyjnych SP-P575, dokonał 5 września 1992 roku pilot doświadczalny January Roman na lotnisku w Bielsku-Białej. Nazwa Smyk nawiązywała do przedwojennego motoszybowca MIP Smyk.
Do konkursu zgłoszono łącznie 42 projekty z 22 krajów, do ścisłego finału przeszło 7 projektów. 13 marca 1993 roku Międzynarodowa Federacja Lotnicza (FAI) jako zwycięzcę konkursu wybrała jednomyślnie PW-5.
Produkcją nowego szybowca w 1994 roku zajęły się zakłady PZL w Świdniku. W 2001 roku produkcja została przeniesiona do zakładów w Bielsku-Białej. Wraz ze zmianą wytwórcy wprowadzono zmodernizowaną wersję B1-PW-5. Modernizacja objęła między innymi układ awaryjnego zrzutu owiewki, tablicę przyrządów, dodano balast ogonowy oraz automatyczne połączenia popychaczy lotek.
Obecnie produkcją „Smyka” zajmuje się Zakład Szybowcowy Jeżów w Jeżowie Sudeckim. Do 2010 roku zbudowano około 300 egzemplarzy szybowca.

## Konstrukcja
Jednomiejscowy wolnonośny średniopłat wykonany z laminatu szklano-epoksydowego.
Skrzydło jednodźwigarowe, dwudzielne o obrysie trapezowym, z łukowymi końcówkami o wzniosie 2°24′. Pokrycie przekładkowe z wypełniaczem piankowym Conticell. Lotka laminatowa, bezszczelinowa, wyważona masowo, napędzana popychaczowo. Hamulce aerodynamiczne jednopłytowe wysuwane tylko z górnej powierzchni skrzydła, napędzane popychaczowo.
Kadłub o konstrukcji skorupowej, usztywniony wręgami. Za kabiną pilota przechodzący w belkę ogonową zakończoną statecznikiem. Wyposażony w przedni i dolny zaczep do startu na holu lub za wyciągarką. Kabina zakryta z jednoczęściową limuzyną otwieraną do przodu. Fotel pilota regulowany na ziemi, pedały przestawne w locie. Pojemniki na balast pod fotelem pilota oraz pod statecznikiem poziomym. Kolumnowa tablica przyrządów wyposażona w busolę, wariometr energii całkowitej z kompensatorem i termosem, prędkościomierz i wysokościomierz. Istnieje możliwość dodatkowej zabudowy zakrętomierza, wariometru elektrycznego, radiostacji (na przykład FSG 70/71, Microair 760, ATR-720) i komputera szybowcowego.
Usterzenie klasyczne o profilu Wortman FX-71-L-150/30. Usterzenie wysokości jednoczęściowe o konstrukcji laminatowej, z pojedynczym dźwigarkiem, usztywnione żeberkami. Usterzenie kierunku zintegrowane z kadłubem, ster kryty płótnem. Ster wysokości napędzany popychaczowo, ster kierunku linkowo.
Podwozie stałe, jednotorowe z małym kółkiem przednim, kołem głównym z hamulcem bębnowym oraz z płozą ogonową z kółkiem ogonowym.

## Rekordy ustanowione na PW-5 Smyk
FAI dla klasy światowej prowadzi odrębną klasyfikację rekordów świata. Oto kilka rekordów ustanowionych na PW-5:
- rekord prędkości na trasie trójkąta 100 km – 136,92 km/h ustanowiony w 2005 roku przez Osvaldo Ferraro,
- rekord odległości na trasie trójkąta – 560 km, ustanowiony w 2001 roku przez Sebastiana Kawę,
- rekord prędkości na trasie trójkąta 500 km – 96,76 km/h, ustanowiony w 2005 roku przez Claudio Blois Duarte,
- rekord przelotu otwartego – 793 km, ustanowiony w 2011 roku przez Williama B. Sneada,
- rekord przelotu przez trzy punkty zwrotne – 814 km, ustanowiony w 2011 roku przez Williama B. Sneada.